# Dionisio Vicente Ramos
Blahoslavený Dionisio Vicente Ramos (9. října 1871, Caudé – 31. července 1936, Granollers) byl španělský římskokatolický kněz, řeholník Řádu menších bratří konventuálů a mučedník.

## Život
Narodil se 9. října 1871 v Caudé.
V 15 letech chtěl vstoupit k františkánům, odešel proto s otcem Miguelem Salvadorem do Itálie. Do řádu vstoupil v Montalto delle Marche (Ascoli Piceno), noviciát absolvoval v San Miniato. Vystudoval filozofii v Bagnoregiu a teologii na koleji sv. Mikuláše z Tolentina v Římě. Kněžské svěcení přijal roku 1894. Poté působil jako profesor v kněžském semináři v Bagnoregiu a jako vikář v Civitavecchii. Roku 1902 začal sloužit v Anziu.
Poté se vrátil zpět do Španělska a byl jmenován v Granollers mistrem postulantů. O několik let později mistrem noviců, spirituálem a poté kvardiánem kláštera. Mezitím působil i jako profesor v semináři.
V letech 1930–1932 byl jmenován mistrem noviců a profesorem v semináři v italské Brescii. Je známo, že byl silným mužem, obráncem svobody a spravedlnosti a nepřítelem nečinnosti. Vydal několik knih o historii a spiritualitě.
Roku 1932 se vrátil zpět do Španělska a ve stejné době onemocněl šedým zákalem. Ve svém volnu vázal knihy, šil oblečení či vyráběl růžence.
Když roku 1936 vypukla španělská občanská válka, otec Dionisio už byl zcela slepý. Během revoluce se uchýlil do nemocnice, kterou vedly sestry Karmelitky lásky.
Dne 31. července 1936 byl zajat revolucionáři se svým spolubratrem bl. Franciscem Remónem Játivou a poté byli oba v Los Tres Pinos nedaleko Granollers zastřeleni.

## Proces blahořečení
Proces jeho blahořečení byl zahájen 15. října 1953 v arcidiecézi Barcelona a to spolu s dalšími pěti spolubratry františkány konventuály.
Dne 26. března 1999 uznal papež sv. Jan Pavel II. jejich mučednictví. Blahořečeni byli 11. března 2001 ve skupině José Aparicio Sanz a 232 společníků.